# Rosita
Rosita je žensko osebno ime.

## Izvor imena
Ime Rosita je različica ženskega osebnega imena Roza.

## Pogostost imena
Po podatkih Statističnega urada Republike Slovenije je bilo na dan 31. decembra 2007 v Sloveniji število ženskih oseb z imenom Rosita: 40.

## Osebni praznik
Osebe z imenom Rosita lahko godujejo takrat kot osebe z imenom Roza.